# Brychta
Brychta (Księżyc odmienny) – kaszubski herb szlachecki. Ze względu na specyficzną historię regionu, mimo przynależności do Rzeczypospolitej, rodzina i herb nie zostały odnotowane przez polskich heraldyków. Według Przemysława Pragerta jest to odmiana herbu Księżyc.

## Opis herbu
Opis z wykorzystaniem zasad blazonowania, zaproponowanych przez Alfreda Znamierowskiego:
W polu błękitnym półksiężyc srebrny z twarzą, pod którym trzy gwiazdy złote (2 i 1). Klejnot nieznany. Labry błękitne, podbite srebrem.

## Najwcześniejsze wzmianki
Herb wymieniany przez szereg niemieckojęzycznych herbarzy: Nowy Siebmacher, Die Polnische Adel i Die Polnischen Stammwappen Żernickiego oraz w pracy Geschichte der Lande Lauenburg und Bütow Reinholda Cramera.

## Rodzina Brychta
Rodzina używająca tego herbu żyła w powiecie bytowskim. Według Żernickiego znana od 1600 roku, odnotowana przez Ledebura w 1730 w Trzebiatkowie, Studzienicach i Kłącznie. Ledebur i Uruski przypisali tej rodzinie inny herb, Brychta II. Możliwe, że jest to pomyłka, ponieważ niemal identyczny używany był przez zachodniopomorską rodzinę Britzke, ewentualnie Brychtowie sami przywłaszczyli sobie ten herb z racji podobieństwa nazwisk. Tadeusz Gajl natomiast przypisał tej rodzinie herb Trzy Gwiazdy.

## Herbowni
Brychta (Brichce, Bricht, Brycht, Brychtce).